# Agravo retido
O Agravo Retido foi uma das modalidades de recurso de agravo no Direito Processual Civil Brasileiro, interponível contra decisões interlocutórias (aquelas proferidas pelo juiz durante o curso do processo). Diz-se agravo retido devido ao fato de o recurso ficar "preso" aos autos do processo até que dele a instância superior tome conhecimento, preliminarmente, em eventual recurso contra sentença desfavorável.
Ao contrário do agravo de instrumento, o agravo retido não carecia de qualquer preparo (art. 522, parágrafo único, do antigo CPC).
O agravo retido não incorria em custas nem despesas postais (§ 2º, primeira parte do art. 544 do CPC, alterado pela Lei 12.322/2010), e tanto o agravo retido quanto de instrumento deviam ser interpostos no prazo de 10 dias.
O novo Código de Processo Civil (Lei 13.105/2015, em vigor desde março/2016), extinguiu o agravo retido. Inobstante, na forma do seu art. 1.009, § 1º, as questões resolvidas na fase de conhecimento, se a decisão a seu respeito não comportar agravo de instrumento, não são cobertas pela preclusão e devem ser suscitadas em preliminar de apelação eventualmente interposta contra a decisão final, ou nas contrarrazões.

## Hipóteses de cabimento
Conforme previsão do art. 522 do antigo Código de Processo Civil, o Agravo na forma retida era cabível contra as decisões interlocutórias, salvo as que representassem lesão grave ou de difícil reparação para a parte, bem como as de inadmissão de recurso de apelação ou contra os efeitos em que ela foi recebida, casos em que desafia a interposição de agravo de instrumento.
O recurso também era cabível em face das decisões interlocutórias proferidas em audiência de Instrução e Julgamento que não representassem lesão grave ou de difícil reparação para a parte, na forma oral e imediata (parágrafo 3º do art.523 do CPC). 

## Prazo e endereçamento
O recurso devia ser interposto no prazo de 10 dias, contados da intimação da decisão guerreada, e devia ser endereçado ao Juízo a quo, diferentemente do agravo de instrumento, que é endereçado diretamente ao Juízo ad quem.

## Requisitos
Previa o artigo 523 do anterior Código de Processo Civil, para que o Agravo Retido fosse conhecido, que ele devia ser interposto dentro do prazo assinalado em lei (10 dias), bem como constar preliminarmente, nas razões da Apelação, o requerimento expresso da parte para que dele o Tribunal conhecesse o agravo (parágrafo 1° do art. 523 do CPC), sob pena de renúncia tácita ao direito de recorrer (art. 503, caput e parágrafo único do CPC).
Na forma oral (agravo retido contra decisões proferidas em audiência de instrução e julgamento), as razões do recurso deviam constar de forma sucinta, em termo (ata de audiência) (art. 457 do CPC).
- «Link». do CPC 1973 Compilado - original da lei

## Procedimento e juízo de retratação
O Juiz devia abrir prazo de 10 dias para que o Agravado apresentasse suas contrarrazões ao recurso. Após este prazo, o juiz devia manifestar seu juízo de retratação, ou seja: verifica a possibilidade de rever sua decisão, reformando-a integral ou parcialmente, modificando-a ou mesmo mantendo-a por seus próprios fundamentos (parágrafo 2º do art.523 do CPC), neste caso determinando que o recurso ficasse retido aos autos.

## Direito Processual do Trabalho
No Direito Processual do Trabalho não existe a figura do Agravo Retido, uma vez que as decisões interlocutórias não precluem, em função do Princípio da irrecorribilidade imediata (parágrafo 1° do art. 893 da CLT). Contudo, das decisões proferidas em audiência de Instrução e Julgamento, existe o pedido de registro do inconformismo ou protesto da parte (semelhante ao Agravo Retido na forma oral), que deve constar em ata de audiência, evitando-se a ocorrência da preclusão lógica e permitindo que dele o Tribunal tome conhecimento, preliminarmente, em eventual julgamento de recurso ordinário (correlato da Apelação no Direito Processual Civil).